# Ctenacanthidae
De Ctenacanthidae zijn een familie van uitgestorven haaien in de orde Ctenacanthiformes. Soorten van de verschillende geslachten zijn te vinden in lagen variërend van Devoon tot Krijt, met een wereldwijde verspreiding.